# Возвращение Авацины
Возвращение Авацины (англ. Avacyn Restored) — это выпуск-расширение игры Magic: The Gathering, релиз которого состоялся 4 мая 2012 года. Это третий выпуск в блоке Иннистрад. Слоган выпуска: «Зажгите рассвет» (англ. Ignite the Dawn). Состоит из 15 мифических, 53 редких, 60 необычных, 101 обычной карты и 15 базовых земель.

## Механики
Две новые механики дебютировали в Возвращении Авацины:
- Чудо (англ. Miracle) — это новое ключевое слово, позволяющее разыгрывать некоторые мгновенные заклинания и заклинания волшебства. Заклинание со способностью Чудо может быть разыграно за более низкую мана-стоимость, если это первая карта, которая была взята в этом ходу.
- Духовная связь (англ. Soulbond) — новое ключевое слово, применяемое к картам существ. Когда существо с Духовной связью выходит на поле битвы, оно может образовать пару с другим существом под контролем этого игрока, при этом они получают бонусы до тех пор, пока одно из существ в паре не покинет поле битвы, не перестанет быть существом, или над ним не будет утерян контроль. Если существо с Духовной связью уже находится на поле битвы, и не имеет пары, то его можно объединить со вновь выведенным существом.
- Нетленность (англ. Undying) — механика, дебютировавшая в выпуске Возвышение Мрака. Когда существо с Нетленностью умирает, если на нём не было ни одного жетона +1/+1, оно возвращается на поле битвы под контролем его владельца с одним жетоном +1/+1.